# Nonsuch Palace

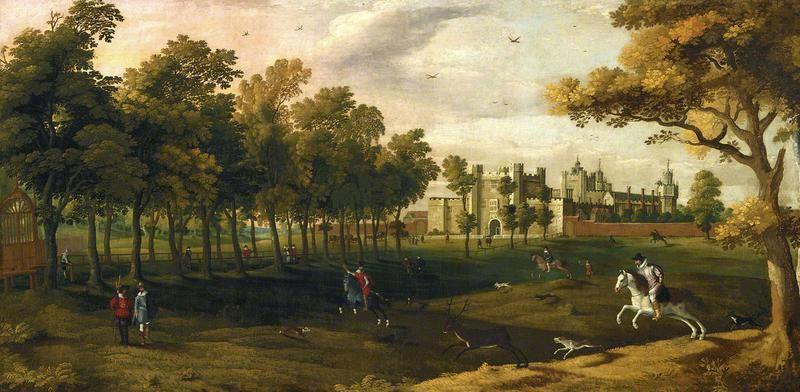
Ansicht von Norden auf das Haupttorhaus zum Outer Court

Nonsuch Palace war ein Palast des englischen Königs Heinrichs VIII. im heutigen Borough Epsom and Ewell in der Grafschaft Surrey. Von diesem mit Abstand teuersten und aufwändigsten Prestigeobjekt Heinrichs sind nur Fundamentreste geblieben. Erhalten sind drei zeitgenössische Darstellungen von Nonsuch Palace; Teile der ehemaligen Innenausstattung sind in anderen Gebäuden zu sehen, und das Aussehen anderer Gegenstände durch Zeichnungen bekannt.

## Bau- und Besitzgeschichte

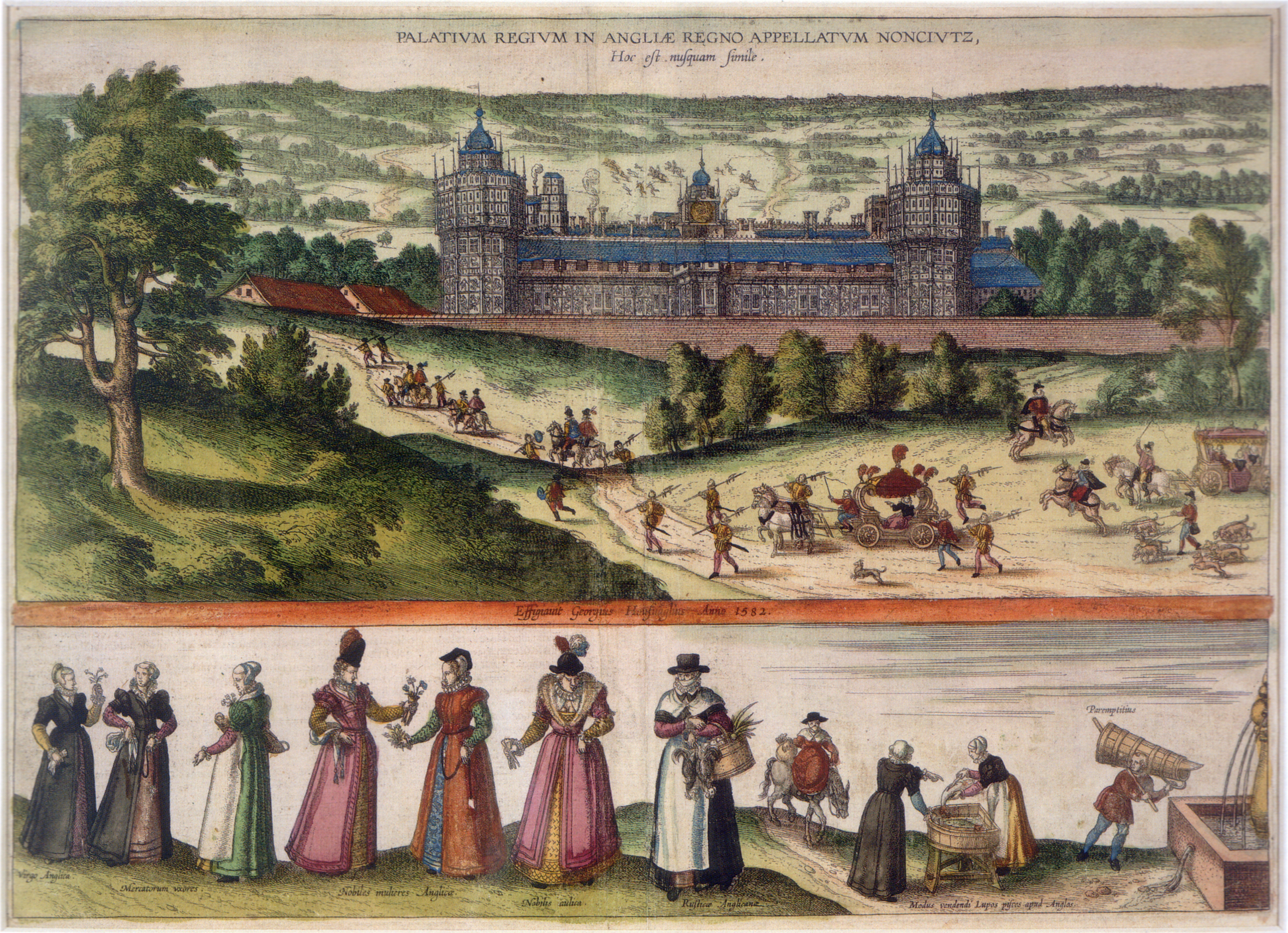
Die bekannteste Darstellung des Palastes, ein Kupferstich nach einer Zeichnung Georg Hoefnagels von 1582. Zu erkennen ist die Südseite in Frontalsicht mit den beiden oktogonalen Türmen. Die Gebäude rechts sind die Küchengebäude des Palastes

Heinrichs Rivale, König Franz I. von Frankreich, hatte 1519 mit dem Bau von Schloss Chambord an der Loire begonnen und danach Schloss Fontainebleau erheblich ausgebaut. Heinrich VIII. sah den überaus kostspieligen Bau von Nonsuch Palace als direktes Konkurrenzunternehmen, um zu zeigen, dass er technisch und finanziell mithalten konnte. Die Bauarbeiten begannen am 22. April 1538, nachdem die hier gelegene Kirche Cuddington church niedergelegt worden war. Für den Bau wurden Steine und Maßwerk der ebenfalls niedergerissenen Merton Priory verwendet. Das nicht mehr zu Heinrichs Lebzeiten fertiggestellte Bauwerk verschlang bis 1545 die Summe von 23.000 Pfund, bis 1547 waren es 24.500 Pfund, was einer heutigen Kaufkraft von deutlich über 100 Millionen Pfund entspricht. Die Gebäude und Türme waren im Wesentlichen bis 1544 errichtet, nur im nördlichen Palastabschnitt um den Outer Court fehlten noch Gebäudeteile. Fertiggestellt wurde der Bau 1556.
Der Antiquar John Leland berichtete Mitte des 16. Jahrhunderts über den außergewöhnlichen Palast:
Hanc quia non habeat similem laudare Britanni
Saepe solent, nullique parem cognomine dicunt
(Weil es keinen diesem ähnlichen zu loben gibt, pflegen die Briten ihn oft mit dem Beinamen keinem gleich zu nennen).
Der Name war also von der Bauzeit an geläufig.
Von den beteiligten Künstlern und Baumeistern sind einige Namen überliefert. Mitgearbeitet haben weniger einheimische Architekten und Baumeister, sondern überwiegend Italiener und Niederländer. Einer der Beteiligten war der aus Modena stammende Nicholas Bellin. Er hatte Erfahrung im Palastbau, hatte er doch zuvor mit Francesco Primaticcio an Fontainebleau mitgearbeitet. Ein anderer war der aus Amsterdam angeworbene William Cure. Auch genannt wird ein Giles Gering oder Geringes, sicher nicht aus England stammend, wobei seine genaue Herkunft nicht bekannt ist. Der Bau von Nonsuch wurde zum Anziehungspunkt hochqualifizierter und damit teurer Fachleute verschiedener Gewerke.

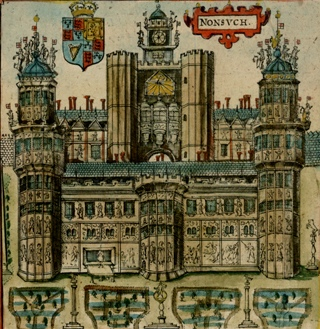
Ausschnitt aus der Speed’s Map von Surrey, Holzschnitt von 1610, zu erkennen wiederum die Südseite, in der Mitte oben das hohe Torhaus des Querbaus zwischen den Höfen

Nach dem Tode Heinrichs VIII. ging das Gebäude im Erbgang an seine Tochter und Nachfolgerin Königin Maria I., die aber keine Verwendung dafür hatte, so dass sie den Palast 1556 an Henry FitzAlan, 19. Earl of Arundel verkaufte, der ihn fertigstellen ließ. Wiederum durch Erbe ging das Gebäude an dessen Schwiegersohn, Lord Lumley. Lumley hatte Schulden bei der königlichen Schatzkammer, im Zuge dieser Verhandlungen wurde der Palast 1592 wieder an die Krone zurückgegeben, an Königin Elisabeth I. Die Königin mochte den Palast sehr; die Zeit, die sie hier verbrachte, wird als das Goldene Zeitalter des Palastes bezeichnet. Ihr Nachfolger, König Jakob I., überließ das Gebäude 1603 seiner Frau, Anna von Dänemark, auch König Karl I. überließ es seiner Gemahlin Henrietta Maria von Frankreich zu deren Verwendung. Als König Karl II. das Gebäude 1669 seiner damaligen Mätresse Barbara Villiers überließ, ließ sie ihn wegen Spielschulden ab 1682 abreißen und die Einzelteile verkaufen. Bis 1687 war das gesamte Gebäude bis auf die Grundmauern abgetragen.

## Aussehen und Ausstattung

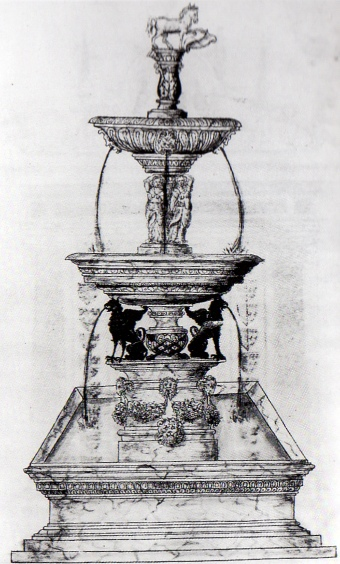
Der Brunnen des Inner Court aus dem Red Velvet Book von 1590

Der Palast war, wie andere seiner Zeit, eine Konstruktion um zwei quadratische Innenhöfe, den nördlichen äußeren Hof (outer court) und den südlichen inneren (inner court). Insgesamt war der Palast 114,9 Meter lang und 61,6 Meter breit. Der Hauptzugang erfolgte durch ein mit vier Ecktürmen ausgestattetes Torhaus, das in den outer court führte. Beide Höfe hatten die gleiche Grundfläche, etwa 40,2 × 35 Meter, und waren völlig unterschiedlich gestaltet. Die den outer court einfassenden Gebäudeteile waren zur Hofseite wie zu den Außenseiten eher schlicht und folgten nachempfundenen gotischen Vorbildern, sie waren zweistöckig errichtet. Im Osten schloss sich, getrennt von einem Küchengarten, der aus Brandschutzgründen nicht im Palast selbst eingebaute Küchentrakt an. Es wird angenommen, dass die Bediensteten und Wachen des Königs in den Gebäuden um den outer court untergebracht waren. Der die beiden Höfe trennende Gebäuderiegel dürfte im Mittelteil, neben den Türmen, das höchste Bauteil gewesen sein. Er enthielt ein durch vier Ecktürme flankiertes Torhaus und im Untergeschoss den Weinkeller des Palastes.
Die Architektur des südlichen Palastteils um den inner court folgte französischen Vorbildern. Die Gebäude waren drei-, in den oktogonalen Türmen viergeschossig. Von den üblichen Prinzipien der Nutzung und Raumaufteilung englischer Paläste im 16. Jahrhundert ausgehend kann angenommen werden, dass sich die Empfangs- und Repräsentationsräume des Königs im Westflügel des inner court, die der Königin im Ostflügel befanden und beide durch eine Galerie im Südflügel verbunden waren. Das Schlafzimmer des Königs befand sich im ersten Stock an der äußeren Seite des Südflügels mit Blick über den Privatgarten, zum Hof hin lief die Galerie, das der Königin im ersten Stock des Querriegels zum outer court. Die genauen Funktionen der Räume sind unbekannt.
Das Bemerkenswerteste war die Ausgestaltung sowohl der inneren Fassaden zum inner court als auch die Außenfassaden des südlichen Gebäudeblocks. Sie waren mit Renaissancemotiven nach Meinung einiger „überreichst“ verziert, sowohl mit Abbildungen von Menschen oder Tieren als auch floralen Motiven, ebenso mit Grotesken. Es war dieser verschwenderische bildhauerische Schmuck, der zum Namen Nonsuch, also nichts Vergleichbares, führte. Es wurde berechnet, dass die Arbeiten insgesamt eine Mauerfläche mit einer Länge von über 274 Metern bei zwischen 3 und 7 Metern wechselnden Gebäudehöhen, also mehrere hundert Quadratmeter, bedeckte. Die Motive der Darstellungen entstammten unterschiedlichsten Vorbildern aus Italien und Frankreich. Diese kostbaren Steinmetz- und Bildhauerarbeiten sowie die Inneneinrichtung wurden von Barbara Villiers einzeln verkauft.

## Heutige Situation
Die Grundmauern des früheren Palasts wurden erstmals 1959 vollständig archäologisch untersucht, weitere Ausgrabungen folgten Anfang der 1960er Jahre. Bislang wurden nicht alle Erkenntnisse dieser Untersuchungen wissenschaftlich publiziert, ein Bildband zur Ausgrabung 1959 ist erschienen.
Von den oberirdischen Teilen des Palasts ist bis auf Fragmente der Grundmauern nichts mehr zu sehen, lediglich ein Stein mit einem Hinweis und dem Grundriss des Palastes gibt vor Ort Auskunft über die Stelle, an der Nonsuch Palace stand. Die moderne Straße The Ave zwischen der nördlichen London Road zur südlichen Ewell Road führt auf dem westlichen Streckenabschnitt fast mittig durch die Überreste. Von den ehemaligen Palastgärten hat der umliegende Nonsuch Park seinen Namen, in dessen Nordostecke sich Nonsuch Manor, ein Landhaus aus dem 18. Jahrhundert, befindet.
Neben den Zeichnungen einzelner Objekte in den Höfen und Gärten im Red Velvet Book von 1590 stammen sicher die Paneele der Galerie von Losley Park bei Guildford von Nonsuch. Unsicher ist, ob die Täfelung der dortigen Great Hall auch von dort stammen. Das ist möglich, weil sich neben illusionistischen Intarsien der Zeit auch Initialen darauf befinden, die auf  Heinrich VIII. und Katherine Parr passen würden.